# Saltburn (film)
Saltburn è un film thriller del 2023 scritto e diretto da Emerald Fennell.

## Trama
Oxford, 2006. Oliver Quick viene ammesso all'Università di Oxford, ma per le sue umili origini fatica a integrarsi tra i facoltosi universitari. Tutto cambia quando un giorno presta la sua bicicletta al ricco e popolare Felix Catton, dopo che questi ha forato una ruota. Felix e Oliver diventano presto amici, ma mentre Oliver sviluppa una vera ossessione per Felix, l'altro è più volubile e dopo qualche mese comincia ad allontanarsi da lui. La morte del padre di Oliver, tossicodipendente come la madre, li riavvicina e Felix invita l'amico a trascorrere le vacanze estive a Saltburn, la tenuta di famiglia, così da farlo sentire parte di una famiglia e coinvolgerlo. 
A Saltburn Oliver conosce la famiglia di Felix: gli eccentrici genitori, sir James e Lady Elspeth, e la problematica sorella Venetia. Lentamente, Oliver manipola e conquista i Catton, seducendo Venetia e il cugino Farleigh, che riesce ad allontanare temporaneamente dalla famiglia dato che gli è sempre stato ostile. Mentre Oliver fatica a contenere il desiderio e la passione per Felix, Elspeth decide di organizzare una grande festa di compleanno in onore del loro ospite. Il giorno del compleanno di Oliver, Felix lo porta a sorpresa nella sua città natale, scoprendo così che Oliver non ha fatto altro che mentire sulla sua vita: non solo i Quick sono benestanti, ma nessuno dei genitori soffre di tossicodipendenza e, soprattutto, il padre è vivo. Di ritorno a Saltburn, Felix intima a Oliver di lasciare la tenuta il giorno seguente e quando Oliver tenta di riappacificarsi con l'amico durante la festa, Felix si dichiara disgustato da lui e lo respinge. 
La mattina seguente Oliver viene svegliato dalle grida dei Catton che cercano Felix, il cui corpo viene alla fine trovato dalla madre nel labirinto della tenuta. Oliver svia le attenzioni su Farleigh, facendo notare che era stato il giovane a portare grandi quantità di droga alla festa. Ritenendo la morte del figlio il risultato di un'overdose, sir James caccia Farleigh di casa. Felix viene sepolto nel cimitero locale e, rimasto solo, Oliver si spoglia e si masturba sulla sua tomba. Più tardi quella sera Venetia lo insulta definendolo un parassita e un approfittatore. La mattina dopo la ragazza viene rinvenuta suicida nella vasca da bagno. Nonostante Elspeth sia molto legata a Oliver, sir James gli chiede di andarsene da Saltburn per lasciare che la famiglia affronti il lutto in privato, offrendogli anche una somma di denaro per tornare a Oxford. Oliver torna quindi in università. 
Diversi anni dopo, Oliver incontra casualmente Elspeth in un caffè durante la pandemia di COVID-19 e le porge le sue condoglianze per la recente scomparsa di sir James, morto per cause naturali. Elspeth è felice di rivedere il giovane e lo invita a tornare a Saltburn. Nei mesi successivi la salute della donna si deteriora drasticamente ed Elspeth nomina Oliver suo erede. Mentre Elspeth giace morente e intubata, Oliver le rivela il suo disprezzo per tutti loro, svelando anche l'ampiezza del suo piano: era stato lui a sabotare la bicicletta di Felix molti anni prima per favorire il loro avvicinamento, così come lui aveva anche avvelenato Felix durante la festa, spinto Venetia al suicidio e pianificato l'incontro con Elspeth poco dopo che era rimasta vedova. Dopo aver staccato le apparecchiature salvavita della donna, e averla sepolta accanto alle tombe del marito e dei figli, Oliver danza nudo per le sale di Saltburn, finalmente sua.

## Produzione
Saltburn è il secondo film diretto e scritto da Emerald Fennell, dopo il successo Una donna promettente (2020). 

### Cast
Nel gennaio 2022 la LuckyChap Entertainment di Tom Ackerley e Margot Robbie era in trattative per produrre, dopo aver collaborato con Fennell nel suo film di debutto. A maggio 2022 Ackerley, Robbie e Josey McNamara sono stati confermati come produttori del film, mentre Rosamund Pike, Jacob Elordi e Barry Keoghan si sono uniti al cast principale. Per unirsi al cast di Saltburn, Keoghan ha dovuto abbandonare il ruolo dell'imperatore Caracalla ne Il gladiatore II (2024). Carey Mulligan, protagonista di Una donna promettente, si è unita al cast del film nel dicembre 2022.

### Riprese
Le riprese del film sono iniziate il 16 luglio 2022, e si sono svolte all'Università di Oxford (dove studia il protagonista Oliver), al Magdalen College, allo St Hugh's College e al Brasenose College, nel Northamptonshire.

## Promozione
Il primo teaser trailer del film è stato pubblicato il 28 agosto 2023 insieme all'annuncio dell'arrivo del trailer, diffuso il 30 agosto.

## Distribuzione
Il film è stato presentato in anteprima mondiale al Telluride Film Festival il 31 agosto 2023 e successivamente come film d'apertura al BFI London Film Festival il 4 ottobre 2023. Inizialmente l'uscita nelle sale cinematografiche statunitensi era prevista a partire dal 24 novembre 2023, ma a seguito del successo di critica riscontrato al Telluride Film Festival è stato anticipato per una distribuzione limitata dal 17 novembre, per poi espandersi in tutto il Nord America dal 22 novembre.
In Italia il film, presentato in anteprima alla 18ª edizione della Festa del Cinema di Roma, è stato distribuito direttamente sulla piattaforma Prime Video dal 22 dicembre 2023.

## Accoglienza

### Incassi
Il film ha incassato poco più di 21 milioni di dollari. In particolare, negli Stati Uniti ha incassato nelle prime 8 settimane di programmazione $ 11,4 milioni, di cui 315 mila soltanto nel primo weekend.

### Critica
Sul sito web Rotten Tomatoes il 71% delle 297 recensioni critiche è positivo, con un voto medio di 6.8/10; su Metacritic il voto medio di 53 critici è 61/100.

## Riconoscimenti
- 2024 - Golden Globe[23]
  - Candidatura al miglior attore in un film drammatico a Barry Keoghan
  - Candidatura alla miglior attrice non protagonista a Rosamund Pike
- 2024 - British Academy Film Awards[24]
  - Candidatura al miglior film britannico
  - Candidatura al miglior attore protagonista a Barry Keoghan
  - Candidatura alla migliore attrice non protagonista a Rosamund Pike
  - Candidatura al miglior attore non protagonista a Jacob Elordi
  - Candidatura alla migliore colonna sonora a Anthony Willis
  - Candidatura alla migliore scenografia a Suzie Davies
- 2024 - Critics' Choice Awards[25]
  - Candidatura al miglior film
  - Candidatura alla miglior fotografia a Linus Sandgren
  - Candidatura alla miglior scenografia a Suzie Davies e Charlotte Dirickx
- 2024 - National Film Awards[26]
  - Candidatura per la miglior attrice a Rosamund Pike
  - Candidatura per il miglior attore a Barry Keoghan
  - Candidatura per il miglior attore non protagonista a Ewan Mitchell
  - Candidatura per il miglior attrice non protagonista a Aleah Aberdeen
  - Candidatura per il miglior film drammatico
  - Candidatura per il miglior film thriller
  - Candidatura per la miglior performance straordinaria a Richard E. Grant
  - Candidatura per il miglior film
- 2024 - People's Choice Awards[27]
  - Candidatura alla miglior performance dell'anno a Jacob Elordi
- 2024 - Satellite Award[28]
  - Candidatura al miglior attore in un film commedia o musicale a Barry Keoghan
  - Candidatura alla migliore attrice non protagonista a Rosamund Pike
  - Candidatura alla migliore fotografia a Linus Sandgren